# Музей археологии и этнографии (Баку)
Музей археологии и этнографии — учреждение культуры Азербайджана. Находится в столичном городе Баку, в историческом районе Старый город (Ичери-шехер), напротив Гоша Гала Гапысы.
Музей археологии и этнографии находится в подчинении Академии Наук Азербайджанской Республики.

## История
Фундаментом Музея послужил построенный в начале XX века «Дом с цепями». В 1920 году данное здание принадлежало Гаджи Мамедгусейн Мамедову. В 1928 году дом перешёл в руки братьев-купцов — Меликовых. В 1930 году таможня города Баку конфисковала здание и национализировала его. Здание превратилось в швейную фабрику имени Наримана Нариманова.
Музей был основан в 1976 году. Получил название в честь азербайджанского архитектора Микаила Усейнова. Музей начал функционировать в 1985 году.
В 2008—2009 годах при материальной поддержке Фонда Гейдара Алиева в музее прошли реставрационные работы и количество выставок было увеличено до 2000.

## Экспозиция
Музей разделён на две секции. В секции этнографии представлены материалы, относящиеся к XIX и началу XX века, а также к жизни азербайджанского народа.
В секции, относящейся к археологии, представлены материалы, относящиеся к этапам исторического развития Азербайджана, его культуре от каменного века до позднего средневековья.
Обновление экспозиций происходит ежегодно.
Экспонаты музея создают полное представление о лагерях первобытных людей, жилищных помещениях на территории современного Азербайджана, о поселениях, принадлежащих скотоводам и земледельцам, и о могильных памятниках, о ранней городской культуре, об исторической и материальной культуре древних государств, об искусстве, образе жизни, хозяйстве, моральной культуре прежнего населения данной территории
В музее хранятся памятники материальной культуры, обнаруженные во время проведения археологических раскопок на территории Азыхской пещеры, Гобустана, Камильтепе, Гёйтепе, Союгбулагского кургана и т. д. Среди самых древних экспонатов музея особое место занимают предметы быта, имеющие отношение к гуручайской культуре, а также предметы, относящиеся к шулавери-шомутепинской культуре, которая, в свою очередь, входит в список ЮНЕСКО.
В музее хранится также небольшое количество памятников истории эпохи средних веков.
В 2015 году была проведена специальная выставка золотых изделий, обнаруженных во время систематических раскопок. Здесь также проводятся тематические выставки.